# Saara
Saara (лат.) — род ящериц из семейства агамовых. Род эндемичен для Азии. Представители обитают в засушливых местах обитания в юго-западной Азии, от Ирана до северо-западной Индии.
До 2009 года представители видов рода Saara, как правило, включались в род шипохвосты (Uromastyx).

## Классификация
На февраль 2019 года в род включают 3 вида:
- Saara asmussi
- Saara hardwickii — Индийский шипохвост
- Saara loricata — Панцирный шипохвост